# Kinism
Kinism (von engl. kin, „Sippe“) bezeichnet die Interpretation des Christentums im Sinne der US-White Supremacy. Es handelt sich um eine neofaschistische Rassentheorie, die sich der alttestamentlichen Geschichte bedient.
Die Ideologie beruft sich auf die „Tradition der Südstaaten“ und hat ihre Wurzeln in der Christian-Reconstructionism-Bewegung. Danach trennte Gott nach dem Turmbau zu Babel die Menschen in Stämme und Rassen und schuf damit ethnische Linien. Er habe damit gezeigt, wer zu ihm gehöre und wer nicht.